# Cryphia solimana
Cryphia solimana là một loài bướm đêm trong họ Noctuidae.